# Островіте (Ґолюбсько-Добжинський повіт)
Островіте (пол. Ostrowite, нім. Osterbitz) — село в Польщі, у гміні Ґолюб-Добжинь Ґолюбсько-Добжинського повіту Куявсько-Поморського воєводства.
Населення — 639 осіб (2011).
У 1975-1998 роках село належало до Торунського воєводства.

## Демографія
Демографічна структура станом на 31 березня 2011 року:
|          | Загалом | Допрацездатний вік | Працездатний вік | Постпрацездатний вік |
| -------- | ------- | ------------------ | ---------------- | -------------------- |
| Чоловіки | 334     | 72                 | 233              | 29                   |
| Жінки    | 305     | 59                 | 174              | 72                   |
| Разом    | 639     | 131                | 407              | 101                  |

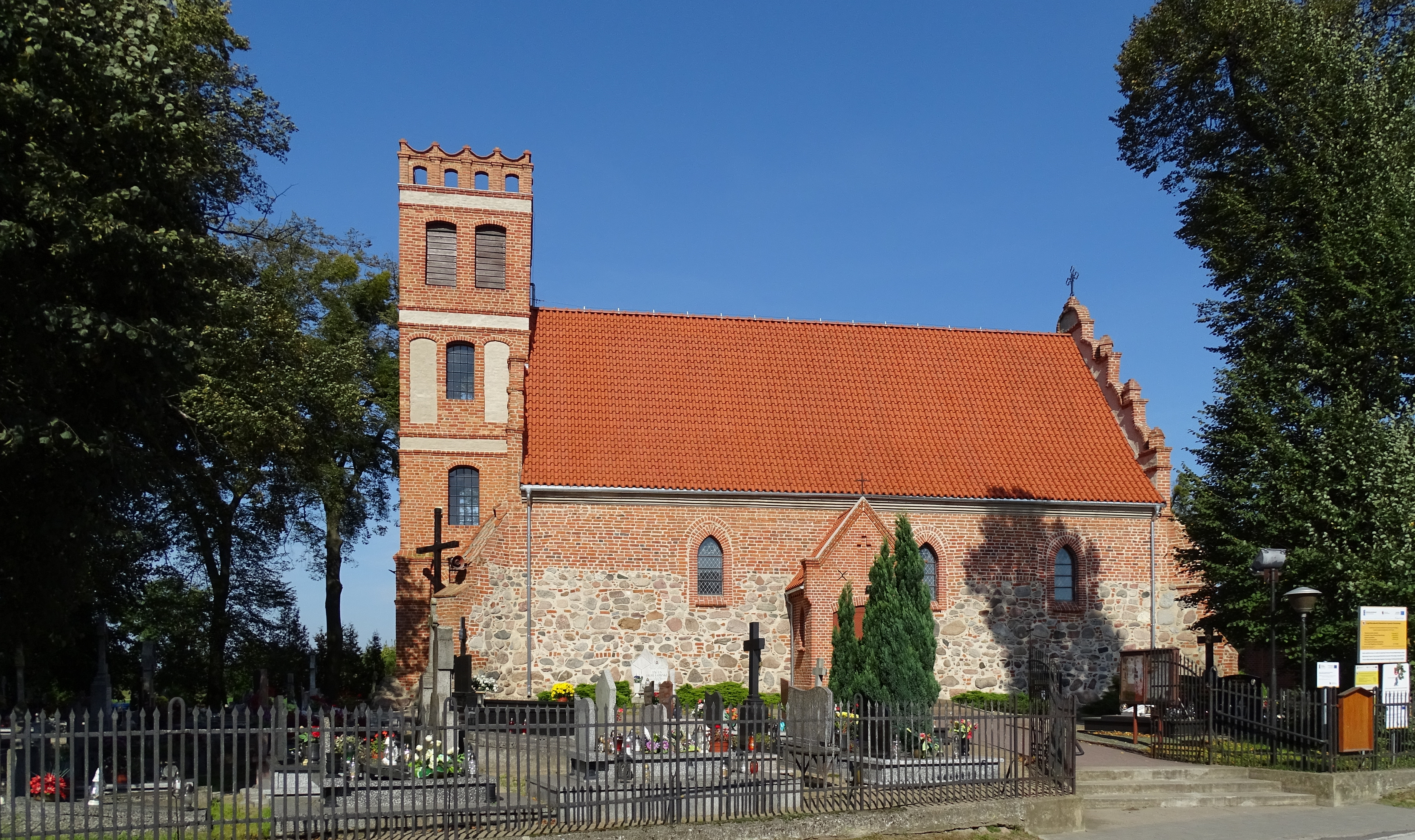
Церква Святої Марії Магдалини. Будівництво розпочалося в 13 столітті.